# Ubisoft+
Ubisoft+ (anteriormente Uplay+) é um serviço de assinatura de jogos fornecido pela Ubisoft. Semelhante a outros modelos, como Xbox Game Pass e EA Play, o serviço se concentra em disponibilizar o acesso ao catálogo de jogos desenvolvidos e publicados pela Ubisoft.

## História
O Ubisoft+ foi lançado inicialmente em novembro de 2020 nos Estados Unidos para atender aos fãs da desenvolvedora que queriam jogar todos os games sem precisar comprar a versão completa de cada um deles. O catálogo do serviço possui mais de 100 títulos da desenvolvedora, incluindo lançamentos day one, jogos clássicos, entre outros.
Foi lançado no Brasil em outubro de 2021, inicialmente disponível apenas no PC, através de seu aplicativo dedicado Ubisoft Connect, para Windows.
Em janeiro de 2022, a Ubisoft anunciou que o serviço chegaria ao Xbox no futuro, mas não especificou uma data na ocasião. Mais de um ano depois, em abril de 2023, finalmente chegou ao Xbox, sob o nome de "Ubisoft+ Multi Acess".
Em 16 de maio de 2022, a Ubisoft anunciou em seu site oficial que o serviço chegaria ao PlayStation em breve. Ao mesmo tempo, revelou que no dia 24 de maio, uma nova categoria do Ubisoft+ seria lançada, intitulada "Ubisoft+ Classics" que, segundo a desenvolvedora, "é uma seleção com curadoria de jogos populares, incluindo os mais vendidos, bem como jogos clássicos amados".
Cerca de dois anos depois, em março de 2024, o serviço enfim chegou ao PlayStation, incluído sem custo adicional nas categorias Deluxe e Extra do PlayStation Plus, serviço de assinatura de jogos da Sony. O Ubisoft+ também pode ser adquirido separadamente pelos demais usuários dos consoles PlayStation, que não possuem a assinatura do PlayStation Plus ou que estão na categoria Essential do serviço.